# Quận Presque Isle, Michigan
Quận Presque Isle một quận thuộc tiểu bang Michigan, Hoa Kỳ. Quận lỵ đóng ở Rogers City6. Theo điều tra dân số năm 2000 của Cục điều tra dân số Hoa Kỳ năm 2000, quận có dân số 14.411 người.

## Địa lý
Theo Cục điều tra dân số Hoa Kỳ, quận có diện tích 6663 km2, trong đó có 4954 km2 là diện tích mặt nước.

## Thông tin nhân khẩu
Theo điều tra dân số 2 năm 2000, quận đã có dân số 14.411 người, 6.155 hộ gia đình, và 4.203 gia đình sống trong quận hạt. Mật độ dân số là 22 người trên một dặm vuông (8/km ²). Có 9.910 đơn vị nhà ở với mật độ trung bình là 15 trên một dặm vuông (6/km ²). Cơ cấu chủng tộc của dân cư quận đã được 98,07% người da trắng, 0,26% da đen hay Mỹ gốc Phi, 0,59% người Mỹ bản xứ, 0,16% châu Á, Thái Bình Dương 0,01%, 0,09% từ các chủng tộc khác, và 0,82% từ hai hoặc nhiều chủng tộc. 0,55% dân số là người Hispanic hay Latino thuộc một chủng tộc nào. 28,5% là gốc Đức, gốc Ba Lan 28,2%, 7,9% gốc Anh, Mỹ 6,3%, Pháp 5,6% và 5,6% gốc Ailen theo điều tra dân số năm 2000. 95,7% nói tiếng Anh và 3,1% người nói tiếng Ba Lan như là ngôn ngữ đầu tiên của họ.
Có 6.155 hộ, trong đó 24,50% có trẻ em dưới 18 tuổi sống chung với họ, 58,80% là đôi vợ chồng sống với nhau, 6,30% có một chủ hộ nữ và không có chồng, và 31,70% là các gia đình không. 28,40% hộ gia đình đã được tạo ra từ các cá nhân và 14,50% có người sống một mình 65 tuổi hoặc lớn tuổi hơn là người. Cỡ hộ trung bình là 2,31 và cỡ gia đình trung bình là 2,80.
Trong dân số quận, cơ cấu độ tuổi trải ra với 20,90% dưới độ tuổi 18, 6,50% 18-24, 22,40% 25-44, 27,80% từ 45 đến 64, và 22,30% từ 65 tuổi trở lên người. Độ tuổi trung bình là 45 năm. Đối với mỗi 100 nữ có 99,20 nam giới. Đối với mỗi 100 nữ 18 tuổi trở lên, đã có 97,10 nam giới.
Thu nhập trung bình cho một hộ gia đình trong quận đã được $ 31.656, và thu nhập trung bình cho một gia đình là $ 37.426. Phái nam có thu nhập trung bình $ 31.275 so với 20.625 USD cho phái nữ. Thu nhập bình quân đầu người là 17.363 Mỹ mik. Có 6,80% gia đình và 10,30% dân số sống dưới mức nghèo khổ, bao gồm 13,10% những người dưới 18 tuổi và 9,20% của những người 65 tuổi hoặc hơn.